# Конон Исаврийский
Ко́нон Исаври́йский (греч. Konon Ισαύρων) — христианский святой, почитается в лике святых как священномученик. Память в православной церкви — 5 (18) марта.

## Жизнеописание
Житие Конона было записано во времена поздней античности, хотя претендует на описание событий первых веков н. э.
Родился в Вифании, расположенном рядом с малоазийским городом Исаврией. В этом городе давным-давно жители приняли христианство от апостола Павла. Архистратиг Михаил с юных лет покрывал Конона, помогая ему во всех сложностях его жизни. Родители его были язычниками. Они выдали за него замуж девушку с именем Анна, а Конон убедил её остаться девственницей. Они были как брат и сестра, вместе молились и вели строгую подвижническую жизнь. Никогда они не нарушали поста. Всецело посвятив себя Богу, святой Конон смог своих родителей привести к христианству. Святой Нестор, его отец, мученически скончался за обличение идолопоклонников.
Вскоре погибли его мать и жена, похороненные рядом с его отцом. Конон продолжал служение Богу, посвятив себя монашеским трудам — посту и молитве. Благодаря его проповеди среди язычников, многие прибегли ко Христу. В Исаврии вскоре начались жестокие гонения на христиан, и в это время святой Конон первым пострадал за Христа. Его принуждали принести жертву идолам, но он отказывался и терпел все муки. Многие христиане и жители города Исаврии с оружием ополчились на мучителей. Испугавшись народа, многие мучители бежали, а Исавряне нашли священномученика Конона израненного и окровавленного. Святому Конону было жаль, что он не удостоился принять мученическую кончину. После двух лет жизни Святой Конон мирно скончался. Был погребен вблизи со своими родственниками и женой.

## Память
- В православной церкви память Конона Исаврийского совершается 5 (18) марта.